# Sphecozone formosa
Sphecozone formosa is een spinnensoort uit de familie hangmatspinnen (Linyphiidae). De soort komt voor in Ecuador.